# Isidro Pitta
Isidro Miguel Pitta Saldivar (Assunção, 14 de agosto de 1999) é um futebolista paraguaio que atua como atacante. Atualmente, joga pelo Red Bull Bragantino e pela seleção paraguaia.

## Carreira

### Início
Nascido em Assunção, Pitta foi formado nas categorias de base do Cerro Porteño entre 2013 e 2017, onde foi artilheiro nas equipes que atuou. Seu estilo de jogo era de centroavante de área.

### Alvarenga
Pitta jogou por seis meses no Alvarenga, em Portugal, durante a temporada 2017–18, onde marcou 5 gols em 14 jogos. Após retornar ao Paraguai, fez testes no Club Guaraní.

### Deportivo Santaní
Em 2019, assinou contrato de dois anos com o Deportivo Santaní. Durante sua passagem, foi representado pelo empresário Juan Dragotto.
Estreou e marcou seu primeiro gol pelo clube em março de 2019 contra o Olimpia, em partida que terminou empatada por 2–2.
Durante o ano, atraiu interesse de clubes do Paraguai, Argentina e Chile, incluindo a Universidad de Chile.
No final de 2019, foi anunciado que Pitta se transferiria para o Sportivo Luqueño, após o rebaixamento do Deportivo Santaní.

### Sportivo Luqueño
Em 2020, teve bom desempenho, marcando três gols em três partidas após o retorno do campeonato, chamando a atenção do Unión de Santa Fe. Também foi cogitado no Independiente, mas o clube argentino não teve sucesso em contratá-lo.

### Olimpia
Em setembro de 2020, foi contratado pelo Club Olimpia para o restante da temporada e a fase de grupos da Libertadores. Até então, havia anotado 8 gols e dado 4 assistências em 18 partidas da liga.

### Huesca
Em 16 de agosto de 2021, transferiu-se para o SD Huesca, da Segunda Divisão Espanhola.

#### Juventude
Em 28 de janeiro de 2022, foi emprestado ao Esporte Clube Juventude para a temporada do Brasileirão 2022.

### Cuiabá
Em 21 de dezembro de 2022, assinou contrato de quatro anos com o Cuiabá Esporte Clube.

## Carreira internacional
Pitta estreou pela seleção paraguaia em 6 de setembro de 2024, em empate sem gols contra o Uruguai, pelas Eliminatórias da Copa do Mundo FIFA de 2026.

## Vida pessoal
Pitta é apelidado de Viking pela semelhança com o personagem Ragnar Lodbrok, da série Vikings. Ele comemora seus gols imitando a celebração de Conor McGregor.

## Títulos
Olimpia
- Campeonato Paraguaio de Futebol: 2020 (Clausura)[13]

Cuiabá
- Campeonato Mato-Grossense: 2023, 2024[13]